# Linophrynidae
Linophrynidae — родина вудильникоподібних риб, що поширені у тропічних та субтропічних водах всіх океанів.

## Опис
У них видовжене безформне тіло з великою трикутною головою. Для представників родини характерні статевий диморфізм та статевий паразитизм. Самиці сягають завдовжки до 23 см. У них велика паща з довгими та гострими зубами. На голові знаходиться іліцій (вудилище) з ескою (приманкою). Еска, а інколи інші ділянки та тілі, світяться в темряві завдяки симбіозу з бактеріями родини Vibrionaceae (див: біолюмінесценція). У кожного виду є свій штам бактерій. Вважається, що бактерії походять з навколишньої морської води і колонізують органи через зовнішні протоки. Світло, що утворюється, синюватого до зеленуватого кольору, і самиця-хазяїн, ймовірно, має певний контроль над його виробництвом. Самці завдовжки до 5 см. У них відсутні приманки та фотофори. Мають короткі, але міцні зуби. Самці спочатку живуть вільно, але, знайшовши самицю, вони прикріплюються до неї зубами назавжди. З часом самець зростає з самицею і їхні тканини з'єднуються, зокрема єдиною стає кровоносна система. У самців атрофуються мозок, зуби, очі, але значно збільшуються сім'яні залози. Таким чином паразитичний самець отримує поживні речовини від самиці, а самиця завжди має поруч самця для запліднення ікри.